# جون باول جونز
جون باول جونز (بالإنجليزية: John Paul Jones)‏ هو منافس ألعاب قوى أمريكي، ولد في 15 أكتوبر 1890 في واشنطن العاصمة في الولايات المتحدة، وتوفي في 5 يناير 1970 في توسان في الولايات المتحدة.

## وصلات خارجية
- جون باول جونز على موقع أوليمبيديا (الإنجليزية)